# E2fsprogs
e2fsprogs là một bộ tập hợp các công cụ để bảo trì các kiểu hệ thống tệp ext2, ext3 và ext4. Kể từ khi các kiểu hệ thống tệp này là dành cho các bản phân phối Linux, gói phần mềm này được coi là rất cần thiết.
Trong gói e2fsprogs bao gồm:
- e2fsck, một chương trình fsck kiểm tra lỗi hệ thống tệp
- mke2fs, dùng để tạo các kiểu hệ thống tệp ext2,ext3, và ext4
- resize2fs, mở rộng và thu nhỏ các phân vùng ext2,ext3, và ext4
- tune2fs, sửa đổi tham số
- dumpe2fs
- debugfs, xem và sửa cáu trúc

Rất nhiều tiện ích nói trên phát triển từ thư viện libext2fs.